# Andy McNab
Andy McNab (Pseudonym) (* 28. Dezember 1959 in London; bürgerlich Steven Billy Mitchell) ist ein britischer Schriftsteller und ehemaliger Berufssoldat.

## Leben
Andy McNab begann als junger Soldat 1976 seinen Dienst bei der Infanterie der britischen Armee. 1984 wurde er Mitglied des 22. Special Air Service (SAS) Regiments. Hier diente er neun Jahre lang in der B Squadron. Er nahm an offenen wie verdeckten Operationen des SAS einschließlich Anti-Terror- und Anti-Drogen-Operationen im Nahen Osten, Fernost, Süd- und Zentral-Amerika und Nordirland teil.
Als ausgebildeter Spezialist in der Terrorismusbekämpfung, Zielvernichtung, Sabotage, Waffen und Taktik, Observation, Informationsgewinnung in feindlicher Umgebung und Personenschutz arbeitete er in Kooperation mit Polizeieinheiten, Strafvollzug, Anti-Drogen-Einheiten und mit vom Westen unterstützten Guerillabewegungen.
In Nordirland verbrachte er zwei Jahre als so genannter „Undercover Operator“ (verdeckt arbeitender Agent) bei der 14th Intelligence Group und wurde hier Ausbilder. McNab arbeitete in dieser Funktion weiterhin beim SAS und bildete auch fremde Spezialeinheiten in der Korruptionsbekämpfung, Geiselbefreiung und im Überlebenstraining aus.
McNab entwickelte und leitete als Kompanieführer im englischen Hereford ein zum damaligen Zeitpunkt weltweit einzigartiges Trainingsprogramm, das auch Journalisten und Mitglieder privater Organisationen für die Arbeit in feindlicher Umgebung und in Kriegsgebieten durchliefen. Als McNab im Februar 1993 das SAS-Regiment verließ und seinen Militärdienst quittierte, war er der zu diesem Zeitpunkt höchstdekorierte Soldat der britischen Armee.
Andy McNab schrieb über seine Erfahrungen beim SAS zwei Bücher. Im Jahr 1991 nahm er im Zweiten Golfkrieg an einem Kommandounternehmen des SAS hinter den feindlichen Linien teil. Hierauf stützt sich sein autobiografisch gefärbtes, teilweise fiktionales Buch Bravo Two Zero, das in Großbritannien ein großer Verkaufserfolg und in 16 Sprachen übersetzt wurde. McNabs Autobiografie Immediate Action (1995) wurde ebenfalls ein Verkaufsschlager in Großbritannien.
McNab ist außerdem Autor einer Thriller-Serie mit mittlerweile zehn Bänden. Die Hauptfigur dieser Thriller ist Nick Stone, ein tougher Ex-SAS-Mann, der als sogenannter „K“ (freischaffender Geheimdienst-Agent) brisante Operationen im Auftrag des britischen Geheimdienstes und anderer Auftraggeber ausführt.
Bei seinem Buch Boy Soldier (2005) arbeitete McNab mit Co-Autor Robert Rigby zusammen. Es erschienen drei Folgeromane. Diese Reihe richtet sich laut McNab mit seiner Problematik und seiner Handlung mehr an Jugendliche.

## Veröffentlichungen

### Sachbücher
- „Bravo Two Zero“, 1993 [„Die Männer von Bravo Two Zero“ (Verlag: dtv) bzw. „Signal Bravo Two Zero“ (Verlag: Hoffmann und Campe)]
- „Immediate Action“, 1995 (bisher nicht in deutscher Sprache erschienen)
- „Seven Troop“, 2008 (bisher nicht in deutscher Sprache erschienen)

### Romane der „Nick Stone“-Reihe
- „Remote Control“, 1997 („Ferngesteuert“)
- „Crisis Four“, 1999 („Doppeltes Spiel“)
- „Firewall“, 2000 („Verbrannte Spuren“)
- „Last Light“, 2001 („Eingekreist“)
- „Liberation Day“, 2002 („Tödlicher Einsatz“)
- „Dark Winter“, 2003 („Feind ohne Namen“)
- „Deep Black“, 2004 („Schattenkiller“)
- „Aggressor“, 2005 („Aggressor“)
- „Recoil“, 2006 („Die Abrechnung“)
- „Crossfire“, 2007
- „Brute Force“, 2008
- „Exit Wound“, 2009
- „Zero Hour“, 2010
- „Dead Centre“, 2011
- Silencer (2013)
- For Valour (2014)
- Detonator (2015)
- Cold Blood (2016)
- Line Of Fire (2017)

Romane der „Boy Soldier“-Reihe  (jeweils englische Originaltitel)
- Boy Soldier 1: Traitor, 2005 („Enttarnt“)
- Boy Soldier 2: Payback, 2005 („Zahltag“)
- Boy Soldier 3: Avenger, 2006 („Spur im Netz“)
- Boy Soldier 4: Meltdown, 2007 („Operation Meltdown“)

Quick Reads project (jeweils englische Originaltitel)
- The Grey Man (May 8, 2006)

Audio Stories (jeweils englische Originaltitel)
- Iraq Ambush (May 2007)
- Royal Kidnap (June 2007)
- Roadside Bomb (September 2007)
- Sniper (TBA 2007)

## Filme
- Andy McNab war als Trainer und Berater an der Produktion des Filmes Heat (1995, mit Robert De Niro, Al Pacino and Val Kilmer) und bei der Produktion des Videos Ultimate Warrior (BMG, 1997) beteiligt.
- Bravo Two Zero wurde mit Sean Bean in der Hauptrolle von der BBC als Bravo Two Zero – Hinter feindlichen Linien verfilmt, 1999 auf BBC1 erstausgestrahlt und erschien im Jahr 2000 auf Video.
- Der Roman Doppeltes Spiel soll ebenfalls verfilmt werden. Hierzu soll Miramax die entsprechenden Rechte an diesem wie auch weiteren Romanen McNabs erworben haben.
- Der 2021 veröffentlichte Film S.A.S. Red Notice basiert auf seinem Roman Red Notice aus dem Jahr 2012.